# سالباترا د مینیو
سالباترا د مینیو (به اسپانیایی: Salvaterra de Miño) یک شهرستان در اسپانیا است.